# Si je ne t'avais pas rencontrée
Si je ne t'avais pas rencontrée (Si no t'hagués conegut) est une série télévisée catalane en 10 épisodes de 55 minutes, créée par Sergi Belbel et diffusée entre le 15 octobre 2018 et le 17 décembre 2018 sur le réseau TV3.
En France, la série est disponible sur Netflix depuis le 15 mars 2019.

## Synopsis
Eduard, un homme d'affaires, perd sa femme Elisa et leurs deux enfants Carla et Jan dans un tragique accident de voiture qu'il se sent coupable d'avoir causé indirectement. Ni sa famille ni ses amis n'arrivent à lui faire atténuer sa douleur. Alors qu'il décide de mettre fin à ses jours en se jetant d'un pont, une mystérieuse femme qui se présente comme le Dr Everest, une scientifique à la retraite, le retient et lui indique qu'elle a besoin de lui. Elle demande à Eduard d'expérimenter son dispositif permettant de voyager dans des univers parallèles, ce qui l'amène à essayer de trouver un monde dans lequel sa famille peut être sauvée, en repensant aux choix passés qui ont déterminé sa vie avec Elisa.

## Fiche technique
- Titre original : Si no t'hagués conegut
- Titre français : Si je ne t'avais pas rencontrée
- Titres internationaux : If I Hadn't Met You, Si no te hubiese conocido
- Création : Sergi Belbel
- Réalisation : Kiko Ruiz Claverol et Joan Noguera
- Scénario : Cristina Clemente, Roc Esquius et Sergi Belbel
- Production : Jaume Banacolocha
- Société de production : Diagonal TV
- Pays d'origine :  Espagne
- Langue originale : espagnol, catalan
- Genre : drame, science-fiction
- Nombre de saisons : 1
- Nombre d'épisodes : 10
- Durée : 55 minutes
- Dates de première diffusion : 
  -  Espagne : 15 octobre 2018 sur TV3
  -  France : 15 mars 2019 sur Netflix

## Distribution
- Pablo Derqui (es) (VF : Alexis Victor) : Eduard Marina
- Mercedes Sampietro (VF : Josiane Pinson) : Dr Liz Everest
- Andrea Ros (es) (VF : Marie Diot) : Elisa
- Paula Malia (VF : Marie Tirmont) : Clara
- Javier Beltrán (VF : Anatole de Bodinat) : Òscar Vila
- Berta Galo (VF : Léopoldine Serre) : Carla
- Joel Bramona (VF : Julien Crampon) : Jan
- Sergi López (VF : Pierre Tessier) : Manel
- Montse Guallar (es) (VF : Véronique Augereau) : Maria
- Abel Folk (VF : Paul Borne) : Joan

 Source et légende : version française (VF) sur RS Doublage

## Épisodes
1. Si je ne vous avais pas rencontrée (Si no l'hagués conegut)
2. La Clé (La clau)
3. S'éviter à tout prix (No es coneixeran)
4. Je n'aurais pas dû le rencontrer (No l'hauria hagut de conèixer)
5. Le Baiser (El petó)
6. Je n'entre pas (No hi entro)
7. Elle sans être elle (És i no és)
8. Le Battement d'ailes du papillon (Les ales d'una papallona)
9. Sciences ou Lettres (Ciències o lletres)
10. Univers Zéro (Univers zero)